# Nyssapollenites
Nyssapollenites — викопний рід квіткових рослин, що існував з кінця креди по міоцен (99–16 млн років тому). Рештки рослин знайдені в Єгипті, Антарктиді, Аргентині, Австралії, Південному Судані, Новій Зеландії.

## Види
- Nyssapollenites albertensis
- Nyssapollenites endobalteus
- Nyssapollenites lanosus
- Nyssapollenites lehmanii
- Nyssapollenites pachyexinus
- Nyssapollenites squamosus
- Nyssapollenites triangulus